# Jens Knippschild
Jens Knippschild (Arolsen, 15 de febrero de 1975) es un exjugador de tenis alemán. El diestro jugador alcanzó su mejor ranking en 1999 cuando llegó a ocupar el puesto Nº76 del mundo. Conquistó dos títulos de dobles y alcanzó una final en individuales en su carrera.

## Torneos ATP

### Individuales

#### Finalista
| Leyenda                |
| Grand Slam (0)         |
| Tennis Masters Cup (0) |
| ATP Masters Series (0) |
| ATP Tour (1)           |

| N.º | Fecha               | Torneo  | Superficie | Oponente en la final | Resultado  |
| --- | ------------------- | ------- | ---------- | -------------------- | ---------- |
| 1.  | 10 de julio de 2000 | Newport | Hierba     | Peter Wessels        | 6-7(3) 3-6 |

### Dobles

#### Títulos
| Leyenda                |
| Grand Slam (0)         |
| Tennis Masters Cup (0) |
| ATP Masters Series (0) |
| ATP Tour (1)           |

| N.º | Fecha | Torneo   | Superficie    | Pareja          | Oponentes en la final                   | Resultado         |
| --- | ----- | -------- | ------------- | --------------- | --------------------------------------- | ----------------- |
| 1.  | 2001  | Båstad   | Tierra batida | Karsten Braasch | Simon Aspelin Andrew Kratzmann          | 7-6(3) 4-6 7-6(5) |
| 2.  | 2002  | Bucarest | Tierra batida | Peter Nyborg    | Emilio Benfele Álvarez Andrés Schneiter | 6-3 6-3           |

#### Finalista
- 1997: Múnich (junto a Karsten Braasch pierden ante Pablo Albano y Àlex Corretja)